# هديومة زوفية الأوراق
هديومة زوفية الأوراق (الاسم العلمي:Hedeoma hyssopifolia) هي نوع من النباتات تتبع جنس الهديومة من الفصيلة الشفوية.